# Robin Weigert
Robin Weigert, née le 7 juillet 1969 à Washington, est une actrice américaine, connue pour avoir incarné Calamity Jane dans la série télévisée Deadwood. Pour ce rôle, elle est nommée aux Primetime Emmy Awards de la meilleure actrice dans un second rôle dans une série télévisée dramatique, en 2004.

## Filmographie

### Cinéma
- 2001 : The Sleepy Time Gal de Christopher Münch (en)
- 2007 : Loggerheads de Tim Kirkman (en) : Rachel
- 2007 : The Good German de Steven Soderbergh : Hannelore
- 2008 : Nos souvenirs brûlés de Susanne Bier : Brenda
- 2009 : Synecdoche, New York de Charlie Kaufman : Olive
- 2009 : Les Vies privées de Pippa Lee de Rebecca Miller : Trish Sarkissian
- 2010 : My One and Only de Richard Loncraine : Hope
- 2012 : The Sessions de Ben Lewin : Susan
- 2013 : Concussion de Stacie Passon : Abby Ableman / Eleanor
- 2013 : Gods Behaving Badly de Marc Turtletaub : Vicky
- 2014 : Le Prodige d'Edward Zwick : Regina Fisher
- 2015 : Mississippi Grind de Anna Boden et Ryan Fleck : Dorothy
- 2019 : Scandale (Bombshell)  de Jay Roach : Nancy Smith
- 2022 : Smile de Parker Finn : Dr Madeline Northcott

### Télévision
- 1999 et 2002 : New York, police judiciaire
  - (saison 10, épisode 1) : Denise Luca
  - (saison 13, épisode 19) : Leanne Parks
- 2003 : Cold Case : Affaires classées (saison 1, épisode 23) : détective Anna Mayes
- 2003 : Angels In America : mère Mormon (Épisode : "Perestroika: Beyond Nelly")
- 2003 : New York Police Blues (saison 11, épisode 20) : Donna Traylor
- 2003 : FBI : Portés disparus (saison 2, épisode 18) : Adina Paphos
- 2004 : Amy (saison 6, épisode 8)
- 2004 : Les Experts (saison 5, épisode 21) : Dr Diane Dino
- 2004-2005 : Cold Case : Affaires classées (saison 2, épisode 11) et (saison 3, épisode 5 et 7): Anna Mayes
- 2004-2006 : Deadwood : Calamity Jane
- 2006 : The Unit : Commando d'élite (saison 2, épisode 3) : Annette Terry
- 2006 : Numb3rs (saison 3, épisode 11) : Elaine Tillman
- 2006 : Lost : Les Disparus (saison 3, épisode 7 et 16) : Rachel
- 2006 : New York, unité spéciale (saison 8, épisode 3) : Heather Stark
- 2007-2008 : Life : lieutenant Karen Davis
- 2008 : Urgences (saison 15, épisode 10) : Nicole
- 2009 : Private Practice (Saison 2 épisode 22) et (Saison 3 épisode 5) : Amelia Sawyer
- 2011 : Sons of Anarchy de Kurt Sutter : Ally Lowen
- 2011 : Grey's Anatomy : Karen Lorenz
- 2012 : American Horror Story: Asylum : Cynthia Potter
- 2014 : Once Upon A Time : Bo Peep
- 2014 : Chicago Police Department : Erica Gradishar
- 2015 : Jessica Jones : Wendy Ross-Hogarth
- 2016 : American Horror Story: Roanoke : Mama Polk
- 2017 : Fearless : Heather Myles
- 2017- : Big Little Lies : Dr Amanda Reisman
- 2021 : American Horror Story: Double Feature : Martha Edwards
- 2024 : Tracker : Teddi

## Voix francophones
| - Josiane Pinson dans : - Life (série télévisée) - Sons of Anarchy (série télévisée) - Hawthorne : Infirmière en chef (série télévisée) - A Gifted Man (série télévisée) - Chicago Police Department (série télévisée) - Le Prodige - Our Son (en) - Véronique Alycia dans : - Deadwood (série télévisée) - Numb3rs (série télévisée) - Deadwood, le film (téléfilm) - Maïté Monceau dans : - New York Police Blues (série télévisée, 2d doublage) - American Horror Story (série télévisée) - Barbara Delsol dans (les séries télévisées) : - New York, unité spéciale - Cold Case : Affaires classées | - Dominique Lelong dans : - Urgences (série télévisée) - Ma mère, ses hommes et moi - Annie Le Youdec dans : - Mentalist (série télévisée) - Smile - Déborah Perret dans (les séries télévisées) : - Dietland (en) - Tracker Et aussi - Valérie Nosrée dans Amy (série télévisée) - Véronique Desmadryl dans Lost : Les Disparus (série télévisée) - Danièle Douet dans Private Practice (série télévisée) - Sylvie Jacob dans Jessica Jones (série télévisée) - Magali Barney dans Big Little Lies (série télévisée) - Micky Sébastian dans Fearless (série télévisée) |